# Monika Brzostek
Monika Brzostek (28 de julho de 1989) é uma jogadora de vôlei de praia polonesa que foi medalhista de prata na edição da Universíada de Verão de 2013 na Rússia.

## Carreira
Nos Jogos Olímpicos de Verão de 2016 ela representou  seu país ao lado de Kinga Kołosińska, caindo nas oitavas-de-finais.